# 살씨나무아과
살씨나무아과(----亞科, 학명: Sarcospermatoideae 사르코스페르마토이데아이[*])는 사포테과의 아과이다.

## 하위 분류
- 살씨나무속(Sarcosperma Hook.f.)
- Eberhardtia Lecomte